# 窦朝荣
窦朝荣（1901年—1960年），男，山东嘉祥人，中国山东梆子表演艺术家，曾任中国戏剧家协会山东分会副主席。